# Zlatá Idka
Zlatá Idka este o comună slovacă, aflată în districtul Košice-okolie din regiunea Košice. Localitatea se află la altitudinea de 668 m deasupra n.m., se întinde pe o suprafață de 16,87 km2 și în 2017 număra 396 de locuitori.

## Istoric
Localitatea Zlatá Idka este atestată documentar din 1349.

## Demografie
| An:                | 1994 | 2004   | 2014    | 2024   |
| ------------------ | ---- | ------ | ------- | ------ |
| Număr de persoane: | 358  | 345    | 399     | 432    |
| Diferență:         |      | −3,63% | +15,65% | +8,27% |

| An:                | 2023 | 2024   |
| ------------------ | ---- | ------ |
| Număr de persoane: | 412  | 432    |
| Diferență:         |      | +4,85% |